# Islamisierung
Islamisierung bezeichnet im historischen Sinne die territoriale Ausbreitung der islamischen Religionsgemeinschaft in deren Frühphase, die beginnend nach dem Tod des Propheten Mohammed bis ungefähr ins 10. Jahrhundert hinein stattfand. In zeitgenössischen Texten wird unter Islamisierung ein Bedeutungsgewinn der islamischen Religion in Staaten, Regionen oder Gesellschaften verstanden.
Unter Islamisches Erwachen (auch Tadschdid oder Sahwa genannt) wird die Rückbesinnung auf religiöse Werte und Traditionen verstanden, wie sie in der zweiten Hälfte des 20. Jahrhunderts in einigen islamisch geprägten Ländern ihren Ausgangspunkt nahm.

## Islamisierung als geschichtswissenschaftlicher Begriff

### Begriff
Anders als die Konversion einer einzelnen Person zum Islam beschreibt der Begriff Islamisierung einen kollektiven Umwandlungsprozess in historisch-politischer Dimension – teilweise analog zur Christianisierung.

### Übertritt zum Islam im Gefolge islamischer Expansion und Handel
Historisch führte die islamische Expansion langfristig zur Islamisierung der jeweiligen Gebiete unter islamischer Herrschaft: Zwar bestand aufgrund der hohen Bedeutung der Dschizya für die damaligen muslimischen Steuereinnahmen von Seiten der muslimischen Herrscher wenig Interesse an einer Konversion von Nicht-Muslimen zum Islam, aber aufgrund ihres niedrigeren Rechtsstatus als nicht-muslimische Schutzbefohlene zogen diese oft dennoch eine Konversion zum Islam vor. Teilweise schlossen sich zahlreiche christianisierte Stämme Nordafrikas aufgrund ihrer geringen Distanz zu islamischen Gottesvorstellung – nicht alle Christen teilten die Trinität – dem Islam freiwillig an, während andere jedoch erbitterten Widerstand leisteten. Gegen die maurische Herrschaft in Spanien richtete sich seit dem Hochmittelalter die Reconquista, durch die alle Muslime und Juden vertrieben oder zwangschristianisiert wurden (siehe auch: Marranen).
Die letzte Islamisierung auf europäischem Boden fand ab dem 15. Jahrhundert durch die Osmanen auf dem Balkan (Bosniaken, Albaner) statt, während sie in Griechenland durch den starken kulturellen Widerstand gegen die osmanische Vorherrschaft nur sehr begrenzt wirkte. Durchaus sind jedoch auch in diesen Gebieten Einflüsse auf die Bildende Kunst, die Musik (zum Beispiel zahlreiche Opern) und die Küche festzustellen.
Bei der Islamisierung Westafrikas spielten das Malireich (13.–14. Jahrhundert) und das Songhaireich (14.–17. Jahrhundert), die beide stark auf Handel ausgerichtet waren, eine wichtige Rolle. Dioula-Händler bereisten in dieser Zeit bereits das Gebiet der heutigen Elfenbeinküste. Dessen nördlicher Teil wurde im 18. Jahrhundert durch Prediger – von den Dioula karamakow genannt – fast vollständig islamisiert. Die Entwicklung des Islams hin zu einer Mehrheitsreligion auch im Süden der Elfenbeinküste ist einer der wichtigsten Islamisierungsprozesse auf dem afrikanischen Kontinent in den letzten dreißig Jahren.
Die Islamisierung Indonesiens begann nicht durch Eroberung von Außen, sondern durch Niederlassung arabischer und persischer Kaufleute und Übertritten zum Islam. In deren Gefolge bildeten sich islamische Herrschaften, die dann auch in Kriege mit hinduistischen oder buddhistischen Reichen eintraten, sowie Mission betrieben.

### Zwangskonversion im Islam
Nach klassischem islamischem Recht ist eine erzwungene Konvertierung bei Polytheisten sowie vom Islam Abgefallenen als auch unter bestimmten Umständen bei Frauen, Kindern und Kriegsgefangenen erlaubt: Sie können vor die Wahl zwischen der Annahme des Islams oder dem Tod gestellt werden. Auch in der heutigen islamischen Welt gibt es mehrere Staaten, die für den Abfall vom Islam die Todesstrafe vorsehen (siehe Apostasie im Islam#Rechtslage in der Gegenwart).
Wichtig für den Verlauf der islamischen Geschichte wurde insbesondere die Verwendung von Militärsklaven, den Mamluken. Diese waren oft der Herkunft nach nichtmuslimische Sklaven, die in sehr jungen Jahren zum Islam zwangskonvertiert wurden, als Gruppe aber innerhalb der islamischen Staaten oft sehr mächtig wurden oder die Macht gleich ganz übernahmen. Als osmanische Knabenlese bezeichnet man beispielsweise eine seit dem späten 14. bis ins frühe 18. Jahrhundert praktizierte Aushebung bzw. Zwangsrekrutierung und -bekehrung, bei der christliche, vorwiegend männliche Jugendliche aus ihren Familien verschleppt und islamisiert wurden, um sie anschließend zum Teil an hervorgehobener Stelle im Militär- und Verwaltungsdienst des Reiches einzusetzen; vor allem die Infanterie der Osmanen, die Elitetruppe der Janitscharen, rekrutierte sich zeitweise überwiegend aus der Knabenlese, „einer der eigenartigsten Erscheinungen der türkischen Geschichte“.
Auch heute noch finden Zwangskonversionen statt, so werden beispielsweise in Pakistan regelmäßig minderjährige Mädchen aus christlichen oder Hindu-Familien entführt, und zum Islam konvertiert und zwangsverheiratet. Menschenrechtsorganisationen schätzen, dass jährlich etwa 1.000 Mädchen aus diesen Gründen entführt werden. Gesetzgebungsverfahren zum Schutz der nicht-muslimischen Mädchen vor Entführung und erzwungenem Religionswechsel finden zwar regional parlamentarische Mehrheiten, scheitern aber an Protest und gewalttätigem Widerstand von Islamisten.

### „Aufruf zum Islam“ als Erneuerungsbewegung
Im 20. Jahrhundert wurde Daʿwa („Aufruf zum Islam“) zur Grundlage für soziale, ökonomische, politische und kulturelle Aktivitäten sowie innen- und außenpolitische Strategien. Der Begriff diente zudem zur Rechtfertigung für die Loslösung vom säkularen und kolonialistischen Westen, zur Legitimation von Ansprüchen auf eine unabhängige Autorität innerhalb von Nationalstaaten und zu einem Aufruf zur Mitgliedschaft in der rechtschaffenen islamischen Gemeinde.

## „Islamisierung“ als politisches Schlagwort

### Begriffsverwendung in Europa
Die Warnung vor einer Islamisierung Europas findet sich regelmäßig in rechtspopulistischen Kreisen und wird mit nationalistischen Motiven und dem Beklagen drohender „Überfremdung“ und „Umvolkung“ verknüpft. In Antwerpen in Belgien stellten im Januar 2008 die Politiker Heinz-Christian Strache (Freiheitliche Partei Österreichs) und Filip Dewinter (Vlaams Belang) sowie Markus Beisicht von der Bürgerbewegung pro NRW eine „Europäische Städteallianz gegen Islamisierung“ vor; siehe auch Patriotische Europäer gegen die Islamisierung des Abendlandes (Pegida). Ihre Forderungen umfassen unter anderem die Eintragung der Religionsgemeinschaft in jedem Reisepass und die Sammlung von Fingerabdrücken von „Personen mit islamischem Hintergrund“. Strache zeigte sich „entsetzt über den Islamisierungs- und Überfremdungsgrad“ Antwerpens und forderte einen sofortigen Einwanderungsstopp, da nur so „Europa jetzt noch vor dem drohenden Untergang“ zu retten sei.
Im Zusammenhang mit der These einer Islamisierung Europas wird auf gesellschaftliche und kulturelle Veränderungen verwiesen, die dadurch bedingt seien. Der französische Philosoph Robert Redeker etwa warnte 2006 vor einer „Islamisierung des Denkens“ und nennt als Beispiele dafür „in den öffentlichen Badeanstalten Schwimmzeiten nur für Frauen, das Verbot, diese Religion zu karikieren, der Anspruch auf einen Sonderspeiseplan für muslimische Kinder in den Schulkantinen, der Kampf für das islamische Kopftuch an den Schulen“ und schließlich den „Vorwurf der Islamophobie gegen alle freien Denker“.
Manche Vertreter der These unterscheiden dabei zwischen dem Islam bzw. den Muslimen im Allgemeinen, dem orthodoxen Islam und dem islamischen Fundamentalismus. So meint etwa der Göttinger Soziologe und Moslem Bassam Tibi: „Wer sich in der Islam-Diaspora Europas auskennt, weiß, dass nicht nur die Islamisten von einem islamischen, von der Scharia beherrschten Europa träumen; auch orthodoxe Moslems tun dies und rechnen Europa durch demographische Islamisierung durch Migration zum Dar al-Islam / Haus des Islam.“ Tibi fügt aber hinzu, es gehe „nicht darum, den Islam aus Europa zu entfernen, sondern ihn mit Europa als Euro-Islam zu versöhnen“. Tibi kritisiert vor allem die „verdeckte Islamisierung Europas“ durch den in Moschee-Vereinen organisierten Islam, der eine „antisäkulare und antieuropäische Moschee-Kultur“ pflege und „mit allen Mitteln für Sonderrechte für die Islamgemeinde“ kämpfe. Die Islamfunktionäre der Moschee-Vereine würden dabei aus der Türkei und Saudi-Arabien finanziert. Tibi zitiert zur Unterstützung seiner Behauptungen ein Dokument der „Islamischen Weltliga“, das in der Asharq al-Awsat am 28. Juli 1993 erschienen ist: „Die Islamische Weltliga hat auf ihrer Arbeitstagung in Kairo eine neue Strategie gefordert für die Daʿwa (Aufruf zum Islam) … Hierzu gehört der Aufbau islamischer Zentren in Europa … um die dort lebenden Muslime auf ihre Rolle in der Zukunft vorzubereiten … Die Anwendung der Scharia als Richtschnur im Leben der Muslime ist zu fordern.“
Auch in konservativen Kreisen wird der Begriff Islamisierung verwendet. So schrieb Beat Christoph Bäschlin, Mitarbeiter im Schweizer Innenministerium und Autor in der Wochenzeitung Junge Freiheit, im Jahr 1990:

„Frankreich ist der Brückenkopf der islamischen Invasion. Deshalb ist Frankreich heute eine tödliche Gefahr für Europa. Seine meinungsmachende und politische Führungskaste betreibt eine systematische und äußerst wirksame Förderung der afrikanisch-asiatischen Einwanderung. Früher oder später werden sich die in Frankreich eingesickerten Einwanderermassen in das übrige Europa ergießen. […] Bei der Abwürgung der Nationalstaaten und staatlichen Nationalismen war der Einwanderung eine grundlegende Rolle zugedacht: eine Art einheitlichen europäischen Staatsvolkes war programmiert. Bis 1993 sollte jeder französische oder sonstige Nationalismus überwunden sein und eine Art gesamteuropäische Menschenrasse sollte entstehen. Durch eine massive Einspritzung von arabisch-schwarzafrikanischen Elementen sollte eine vereinheitlichte Tönung europaweit erreicht werden.“

Edmund Stoiber (CSU) warnte 2006 vor einer schleichenden „Islamisierung Deutschlands“ und forderte in dem Zusammenhang den Schutz muslimischer Mädchen vor Zwangsehen, dass in den Moscheen auf Deutsch gepredigt werden solle und die muslimischen Gemeinden sogenannte Ehrenmorde ächten und Extremisten in den eigenen Reihen der Polizei melden sollen.
Bei Warnungen vor einer Islamisierung Europas wird gerne auf den von Bat Yeʾor geprägten Begriff Eurabien zurückgegriffen.

### Kritik des Begriffes „Islamisierung“
Daniel Bax (taz) wirft Anhängern der Islamisierungsthese vor, sie würden aufgrund xenophober Reflexe das Fremde für schlecht halten und erlägen alten Überfremdungsängsten. Diese Gegenposition erkennt keine Islamisierung. Ein Teil ihrer Vertreter erhebt Vorwürfe der Islamophobie.
Björn Schwentker weist darauf hin, dass die Zukunftsszenarien weitgehend spekulativ seien und sich keine stichhaltigen Aussagen über die Entwicklung treffen ließen. Darüber hinaus sei auch kein ausreichendes Datenmaterial vorhanden, um eine Prognose über die künftige Bevölkerungsentwicklung der Muslime zu treffen. So fehlten genaue Angaben dazu, wie viele Muslime heute in europäischen Ländern leben. Im Sommer 2010 wurde die Dissertation der Soziologin Nadja Milewski veröffentlicht, laut der die Geburtenrate von Migrantinnen sich der deutschen Geburtenrate annähere, jedoch mit einer weiterhin deutlich höheren Fertilität der türkischstämmigen Frauen auch in der zweiten Generation. Jenny Stern bezeichnet die These einer „Islamisierung“ als Verschwörungstheorie und als Narrativ, das einen Gegensatz zwischen „Wir“ und „die anderen“ konstruieren wolle. Auch würde diese These keine Muslime mit deutscher Staatsangehörigkeit berücksichtigen, denn diese würden „in beide Kategorien fallen, die die Anhängerinnen und Anhänger der ‚Islamisierungs‘-These so strikt voneinander trennen wollen.“
Die Daten für Prognosen sind nicht ausreichend vorhanden, da es nur in wenigen europäischen Ländern aktuelle oder gesicherte Zahlen über den Anteil von Muslimen an der Gesamtbevölkerung gibt. Eine Reihe von Ländern, darunter Belgien, Dänemark, Frankreich, Griechenland, Ungarn, Italien, Luxemburg und Spanien, stellen die Frage nach dem Glaubensbekenntnis weder in Volkszählungen noch anderen offiziellen Dokumenten. In Deutschland wurde diese Frage zuletzt bei der Volkszählung im Jahr 1987 erhoben. Oftmals werden Menschen, deren Vorfahren aus islamisch geprägten Ländern stammen, automatisch hierzu gezählt. Auf der Grundlage nationaler Daten und verschiedener Szenarien mit keiner, mittlerer und hoher Einwanderung rechneten Forscher des Pew Research Centers hoch, dass der Anteil der Muslime in Europa bis 2050 auf 7,4 bis 14 % steigen könnte. Für Deutschland kamen die Wissenschaftler dieses Instituts bis 2050 auf einen möglichen Bevölkerungsanteil zwischen 8,7 bis 19,7 %. Laut der Bundeszentrale für politische Bildung war damit eine „Islamisierung“ nicht belegbar.

### „Islamisierung“ an Schulen
Aktuell (2024) wird der Anteil der Muslime an den Schülern in Deutschland auf etwa 15 % geschätzt. Seit den beginnenden 2020er Jahren wird vermehrt eine „Islamisierung an Schulen“ befürchtet. Am Nicolaus-Cusanus-Gymnasium Bonn wurden durch strenggläubige Muslime liberal- und nicht-mulimische Schüler Opfer von Mobbing und Mädchen zum Tragen des Hidschāb genötigt. Auch Schüler aus liberal-islamischen Familien würden sich vermehrt an konservativen religiösen Vorschriften orientieren.

### Historisch
- Adel Theodor Khoury: Toleranz im Islam. Kaiser, München / Grünewald, Mainz 1980, ISBN 3-459-01250-1 (Kaiser) / ISBN 3-7867-0848-7 (= Entwicklung und Frieden).
- Albrecht Noth: Früher Islam. In: Ulrich Haarmann (Hrsg.): Geschichte der arabischen Welt. Beck, 1987, S. 58–100.
- Anton Minkov: Conversion to Islam in the Balkans. Kisve Bahasi Petitions and Ottoman Social Life, 1670–1730 (The Ottoman Empire and its heritage, Band 30). Leiden 2004, ISBN 90-04-13576-6.
- Yohanan Friedmann: Tolerance and Coercion in Islam. Interfaith Relations in the Muslim Tradition. Cambridge University Press, 2006, ISBN 0-521-02699-7.

### Aktuell
- Benjamin Kerst: Islamisierung. In: Bente Gießelmann, Robin Heun, Benjamin Kerst, Lenard Suermann, Fabian Virchow (Hrsg.): Handwörterbuch rechtsextremer Kampfbegriffe. Wochenschau Verlag, Schwalbach 2015, ISBN 978-3-7344-0155-8, S. 144–161.
- Michael Blume: Wird Deutschland islamisch? Zahlen, Fakten & Prognosen
- Michael Blume, Carsten Ramsel, Sven Graupner: Religiosität als demografischer Faktor – Ein unterschätzter Zusammenhang? (PDF; 514 kB); In: Marburg Journal of Religion. Band 11, Nr. 1, Juni 2006.
- Nina Scholz, Heiko Heinisch: Europa, Menschenrechte und Islam – ein Kulturkampf? Passagen Verlag, 2012, ISBN 978-3-7092-0016-2.
- Ralph Ghadban: Tariq Ramadan und die Islamisierung Europas. Schiler, Berlin 2006, ISBN 3-89930-150-1.